# Csitár
Csitár est un village et une commune du comitat de Nógrád en Hongrie.